# TYPE90
TYPE.90（たいぷきゅうじゅう）は、日本の成年漫画家。

## 作品リスト
1. 『肉欲玩具』 2001年1月発売[2] 松文館（別冊エースファイブコミックス）、ISBN 4-7901-0657-8
2. 『少女汁』 2002年10月発売[2]、松文館（別冊エースファイブコミックス）、ISBN 4-7901-0939-9
3. 『ああ、七瀬さま』 2003年10月28日発売[2]、松文館（別冊エースファイブコミックス）、ISBN 4-7901-1152-0
4. 『妃蜜の穴園』 2004年3月発売、コアマガジン（メガストアコミックス）、ISBN 4-8773-4705-4
5. 『ツユダク華実』 2004年9月発売、東京漫画社、ISBN 4-9026-7106-9
6. 『メイド・イン・ティーチャー』 2005年10月19日発売、コアマガジン（メガストアコミックス）、ISBN 4-8773-4909-X
7. 『天使の雫』 2006年3月10日発売、富士美出版（富士見コミックス）、ISBN 4-8942-1667-1
8. 『ブラッド・ランチ』 2007年12月19日発売、コアマガジン（メガストアコミックス）、ISBN 978-4-86252-294-8
9. 『まなびの園』 2009年8月19日発売[3]、コアマガジン（メガストアコミックス）、ISBN 978-4-86252-691-5
10. 『ONE★MOE』 2011年4月19日発売[4]、コアマガジン（メガストアコミックス）、ISBN 978-4-86-436043-2
11. 『またたびパニック』 2011年11月19日発売[5]、コアマガジン（メガストアコミックス）、ISBN 978-4-86-436201-6
12. 『JKマダム』 2012年6月8日発売[6]、ティーアイネット（MUJIN COMICS）、ISBN 978-4-88-774433-2
13. 『お隣さんはエイリアン』 2013年4月30日発売[7]、コアマガジン（メガストアコミックス）、ISBN 978-4-86-436474-4
14. 『妖館の珠姫』 2013年12月6日発売[8]、ティーアイネット（MUJIN COMICS）、ISBN 978-4-88-774502-5
15. 『媚痴な母穴』 2015年8月7日発売[9]、ティーアイネット（MUJIN COMICS）、ISBN 978-4-88774-572-8
16. 『カチクアネ』 2015年12月19日発売[10]、ワニマガジン社（ワニマガジンコミックススペシャル）、ISBN 978-4-86269-403-4
17. 『獣愛姦通』 2017年4月7日発売[11]、ティーアイネット（MUJIN COMICS）、ISBN 978-4-88774-647-3
18. 『淫母の穴園』 2018年9月7日発売[12]、ティーアイネット（MUJIN COMICS）、ISBN 978-4-88774-702-9
19. 『ビッチな淫姉さまぁ』 2020年9月4日発売[13]、ティーアイネット（MUJIN COMICS）、ISBN 978-4-88774-784-5